# Begraafplaats van Handzame
De Begraafplaats van Handzame is een gemeentelijke begraafplaats in het Belgische dorp Handzame, een deelgemeente van Kortemark. De begraafplaats ligt langs de Edewallestraat, op 350 m ten noorden van het centrum (Sint-Adrianuskerk). De begraafplaats heeft een rechthoekig vorm met een uitbreiding aan de oostelijke kant. Ze is door een pad verdeeld in twee delen en is omgeven door een haag. De toegang bestaat uit twee bakstenen zuilen met een dubbel hek. 

## Britse oorlogsgraven
Aan de noordelijk rand van de begraafplaats ligt een perk met 6 Britse bemanningsleden van een Vickers Wellington bommenwerper die op 26 augustus 1941 werd neergeschoten. 

De graven worden onderhouden door de Commonwealth War Graves Commission en zijn daar geregistreerd onder Handzame Communal Cemetery.